# Politische Justiz
Politische Justiz ist ein politisches Schlagwort. Mit ihm wird eine Rechtsprechung überwiegend pejorativ beschrieben, die nicht ausschließlich dem Recht, sondern auch politischen Zielen verpflichtet sei.
In rechtsstaatlichen Demokratien steht eine politische Justiz im Konflikt mit den Prinzipien der Gewaltenteilung und der richterlichen Unabhängigkeit und ist als Rechtsbeugung strafbar. In Diktaturen ist die Justiz vielfach auch offiziell der Durchsetzung der Regierungslinie verpflichtet.
Eine politische Justiz ist nicht ohne weiteres gleichzusetzen mit der Verfolgung politischer Straftaten.

## Politische Justiz und demokratische Grundrechte
Politische Justiz setzt die Unabhängigkeit der Justiz von der jeweiligen Herrschaftsgewalt außer Kraft und verstößt damit gegen demokratische Grundrechte. Bei dieser Unabhängigkeit handelt es sich um die Deutschland durch Art. 20 Abs. 2 Grundgesetz garantierte Gewaltenteilung. Dabei stellt es einen Missbrauch der exekutiven Gewalt im Sinne der politischen Justiz dar, wenn Justiz nicht die Gleichheit politischer Gruppierungen vor dem Gesetz berücksichtigt, sondern vor allem der Ausschaltung des jeweiligen politischen Gegners dient und damit den Spielraum der herrschenden politischen Exekutive erweitert und nicht etwa der Kontrolle dieser Maßnahmen dient.

## Konsolidierung sozioökonomischer Herrschaftsinteressen: Klassenjustiz
Nach Erich Fromm handelt es sich bei Politischer Justiz um den unangemessenen Versuch einer Konsolidierung sozioökonomischer Herrschaftsinteressen, der die Grundvoraussetzungen der Herrschaft in der prinzipiellen Minderwertigkeit des Beherrschten sieht. Solche sozioökonomischen Interessen hatte bereits William Godwin in seinem 1793 erschienenen Werk Enquiry Concerning Political Justice sowohl in kritischer (negativer) Sichtweise als auch in positiver Weise ausgeführt. Die positive Sicht der Herrschaftsgrundlage bestehe in einer breiten politischen Zustimmung, die negative in der Verfälschung der Urteilsfähigkeit durch Besitzanspruch auf materielle Güter.
Ein verwandtes politisches Schlagwort ist die Klassenjustiz. Der Begriff Klassenjustiz wird unter anderem von Marxisten zur Charakterisierung der Justiz als Instrument der Klasse der Herrschenden (Kapitalisten) im Klassenkampf zur Aufrechterhaltung der Klassengesellschaft bezeichnet. Er stellt damit einen Sonderfall der Politischen Justiz dar. Marxisten verstehen Justiz als unkritisches Instrument, gesellschaftliche Verhältnisse zu zementieren. Die Wertung von Karl Marx, dass Rechtsverhältnisse und Staatsformen in den materiellen Lebensverhältnissen wurzeln, beschreibt diesen Sachverhalt.

## Positive Besetzung: Kritische Justiz
Im real existierenden Sozialismus wurde der Begriff der Klassenjustiz als Beschreibung der eigenen Justiz positiv verwendet. Kurt Tucholsky urteilte 1930: „Ich habe nichts gegen Klassenjustiz; mir gefällt nur die Klasse nicht, die sie macht.“ Stephen Rehmke fordert, sich diesem Diktum Tucholskys im Sinne einer kritischen Justiz verpflichtet zu fühlen, da Justiz gar „nicht unpolitisch sein“ könne.
Die 68er-Bewegung setzte dem Idealbild des Richters, der nur an das Gesetz gebunden war, das Bild eines kritischen Juristen entgegen, der politisches Bewusstsein haben solle und seine richterliche Unabhängigkeit dazu nutzen sollte, politisch gewünschte Veränderungen zu bewirken. Der Richter sollte gleichsam als „Sozialingenieur“ zu einer besseren Gesellschaft beitragen.

## Aufarbeitung der NS-Vergangenheit
Im Zuge der Aufarbeitung der NS-Vergangenheit wurde auch die Rolle der Justiz in der Zeit des Nationalsozialismus thematisiert, in der die Rechtsprechung unter Berufung auf das formale Recht Mittäter des Unrechtsstaates geworden war (siehe Furchtbare Juristen, Filbinger-Affäre).

## Beispiele
- Der Leipziger Hochverratsprozess im Jahre 1872 kann als erster großer politischer Prozess in Deutschland betrachtet werden.
- Sondergerichte nach dem Altonaer Blutsonntag